# Jadyn Wong

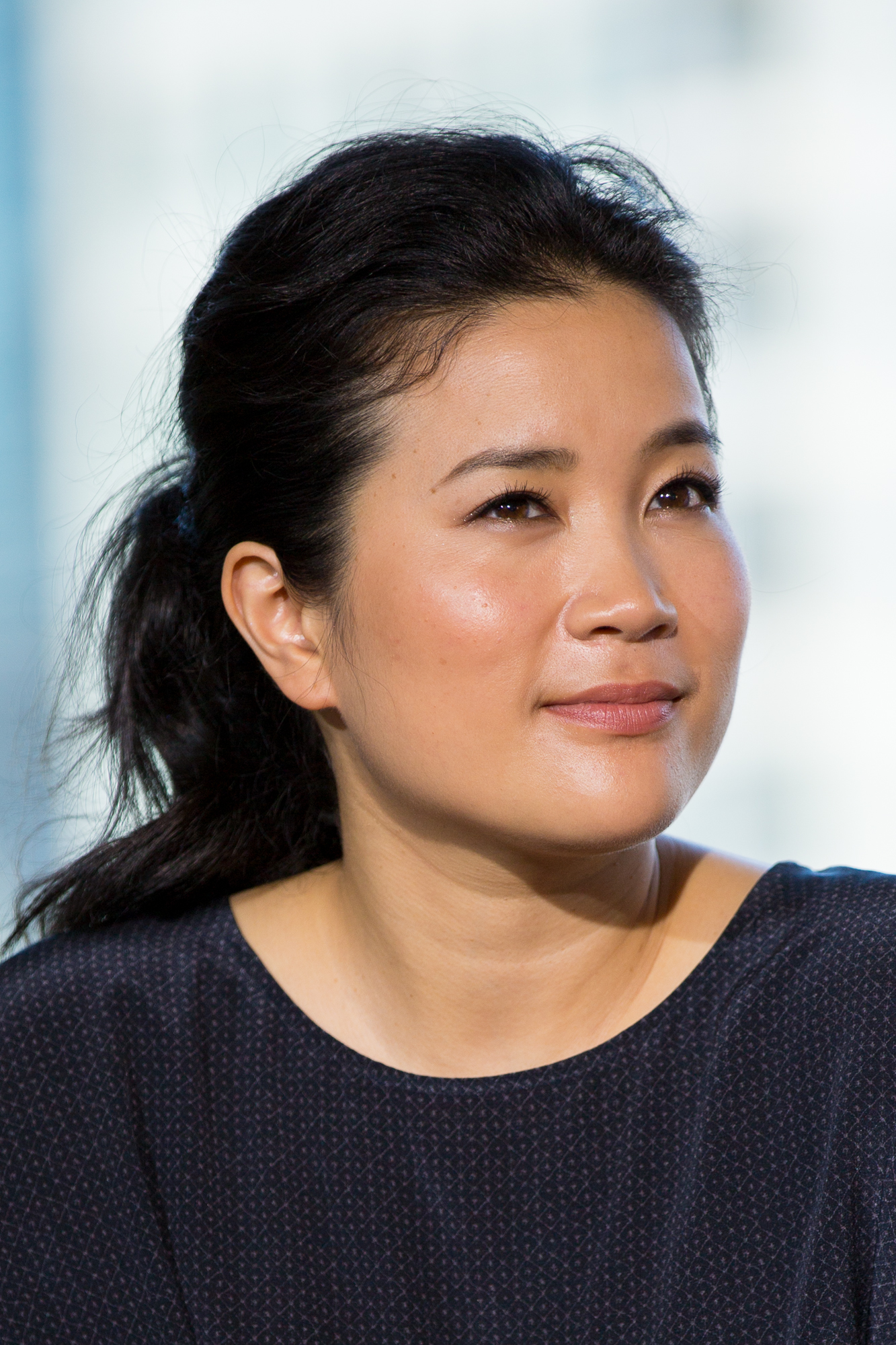
Jadyn Wong (2016)

Jadyn Wong, eigentlich Kristianna Jesse Wong, (* 11. Mai 1985 in Medicine Hat, Alberta, Kanada) ist eine kanadische Schauspielerin. Bekannt wurde sie durch die Krimiserie Scorpion.

## Leben
Jadyn Wong wurde als Kind von Einwanderern aus Hongkong in Medicine Hat, Alberta, Kanada geboren. Ihren Schulabschluss machte sie an der Medicine Hat High School. Sie besuchte die Universität von Calgary, studierte dort Wirtschaftswissenschaften, entschied sich dann allerdings 2006 dafür, sich hauptberuflich der Schauspielerei zuzuwenden. Sie besitzt einen schwarzen Gurt in Karate und ist ebenfalls eine klassische Pianistin. Derzeit lebt sie im Wechsel in Toronto und Los Angeles.

## Karriere
Wong tritt seit 2006 als Schauspielerin in Erscheinung, zunächst mit kleinen Auftritten. Im Jahr 2011 spielte sie in den kanadischen Fernsehserien Stay with Me und Cracked mit. Sie hatte eine Rolle in der erfolgreichen kanadischen Fernsehserie Being Erica und war Gaststar in Rookie Blue. Ab 2014 spielte Wong als Happy Quinn in der CBS-Fernsehserie Scorpion.

## Filmografie
- 2006: Broken Trail
- 2009: Space Buddies
- 2010: The Letters
- 2010: Caprica
- 2011: Rookie Blue
- 2011: Being Erica
- 2011: Stay with Me
- 2012: Cosmopolis
- 2014: Debug
- 2014: Lost Girl
- 2014: Working the Engels
- 2014: Spun Out
- 2014: Client Seduction
- 2014–2018: Scorpion
- 2016: You’re Killing Me Susana
- 2021: Needle in a Timestack
- 2023: Weak Layers